# جوردن هالام
جوردن هالام (بالإنجليزية: Jordan Hallam) هو لاعب كرة قدم بريطاني في مركز الوسط، ولد في 6 أكتوبر 1998 في شفيلد في المملكة المتحدة. لعب مع شيفيلد يونايتد.

## وصلات خارجية
- جوردن هالام على موقع قاعدة بيانات كرة القدم.إي يو (الإنجليزية)
- جوردن هالام على موقع Soccerway.com (الإنجليزية)